# FC Torpedo-RG
El FC Torpedo-ZIL fue un club de fútbol ruso de Moscú. No se debe confundir este club con el anterior FC Torpedo-ZIL, renombrado a Torpedo-Metallurg en 2003 (el club que más tarde sirvió para la creación del FC Moscú). Fue fundado en 2003 bajo el nombre FC Torpedo-ZIL y aunque cambio a Torpedo-RG Moscú hasta 2009 cuando fue renombrado otra vez Torpedo-ZIL.

## Historia
El club fue fundado por una unión entre el periódico ruso Rossíiskaya Gazeta y la planta automovilística ZIL, la compañía que anteriormente poseía el FC Torpedo-ZIL. El club comenzó participando en el campeonato regional de Moscú, pero finalmente ascendió a la Segunda División.
El 3 de abril de 2009, ZIL volvió a comprar el antiguo FC Torpedo Moscú de su propietario anterior, Luzhniki. En ese momento se especuló con que los dos equipos se fusionasen (ZiL era propietario menor del Torpedo-ZIL desde principios de 2009, pero la mayoría pertenecía a Alexander Mamut). El plazo de inscripción para registrarse en la liga expiró, por lo que el FC Torpedo Moscú no fue rehabilitado en la Segunda División y el Torpedo-ZIL siguió siendo el único Torpedo profesional en el 2009.
A comienzos de 2011, el FC Saturn Moscú Oblast fue expulsado de la Liga Premier de Rusia por motivos económicos y su lugar fue ocupado por el FC Krasnodar, provocando una vacante en la Primera División. El Torpedo-ZIL intentó hacerse con el puesto, que finalmente fue para el FC Fakel Voronezh. Alexander Mamut, propietario del Torpedo-ZIL, anunció la desintegración del club.